# Бойд, Терренс
Терренс Энтони Бойд (англ. и нем. Terrence Anthony Boyd; род. 16 февраля 1991, Бремен, Германия) — американский и немецкий футболист, нападающий клуба «Вальдхоф». Выступал за сборную США.

## Ранние годы
Терренс родился в семье американского военнослужащего и немки. Вскоре после его рождения семья переехала в Куинс, Нью-Йорк, США. После развода родителей Бойд вместе с матерью вернулся в Германию, где она во второй раз вышла замуж. По словам самого футболиста, всему, чему добился, он обязан своему отчиму.

## Клубная карьера
Бойд начал свою карьеру во второй команде берлинской «Герты». После истечения контракта, он перешёл в резервную команду «Боруссии» из Дортмунда. 11 июля 2012 года Бойд подписал трехлетний контракт с австрийским «Рапидом». 21 июля в матче против «Ваккера» Бойд дебютировал в австрийской Бундеслиге. В этом же матче он забил два гола, которые стали первыми в его профессиональной карьере и за клуб. Терренс был признан лучшим игроком встречи. В девяти поединках Лиги Европы 2012/13 Бойд забил три гола в ворота «Русенборга», ПАОКа и «Войводины». В последнем туре группового раунда Лиги Европы 2013/14 Бойд забил киевскому «Динамо», однако в итоге «Рапид» проиграл со счётом 3:1 и выбыл из дальнейшего розыгрыша турнира.
Летом 2014 года Бойд перешёл в «РБ Лейпциг». Сумма трансфера составила 2 млн евро. 17 октября в матче против «Нюрнберга» он дебютировал во Второй Бундеслиге. 23 ноября в поединке против «Санкт-Паули» Терренс сделал «дубль», забив свои первые голы за «РБ Лейпциг». В декабре 2014 года он получил травму колена, которая оставила его вне игры на долгий период.
В начале 2017 года Бойд на правах свободного агента подписал контракт с «Дармштадт 98». 28 января в матче против «Кёльна» он дебютировал в Бундеслиге. 11 февраля в поединке против своего бывшего клуба дортмундской «Боруссии» Терренс забил свой первый гол за «Дармштадт 98». По итогам сезона клуб вылетел из элиты, но Бойд остался в команде.
5 февраля 2019 года Бойд перешёл в клуб MLS «Торонто». За канадский клуб он дебютировал 19 февраля в первом матче 1/8 финала Лиги чемпионов КОНКАКАФ 2019 против панамского «Индепендьенте». 29 июля Бойд покинул «Торонто» по взаимному согласию сторон.
Уйдя из «Торонто», Бойд вернулся в Германию, подписав двухлетний контракт с клубом Третьей лиги «Галлешер». За «Галлешер» он дебютировал 3 августа 2019 года в матче против «Кемницера», в котором, выйдя на замену во втором тайме, отметился голевой передачей. 19 августа в матче против «Баварии II» он забил свой первый гол за «Галлешер».

## Международная карьера
Бойд выступал за молодёжную сборную страны. 29 февраля 2012 года в товарищеском матче против сборной Италии Терренс дебютировал за сборную США, выйдя на замену вместо Джози Алтидора. 16 августа в поединке против сборной Мексики Бойд отдал голевой пас Майклу Ороско, который забил единственный гол в матче.